# 문학기행
《문학기행》는 대한민국의 한국교육방송공사 창립 이전 교육방송에 방송됐던 다큐멘터리 텔레비전 프로그램이다.

## 방송 일정
- 방송 기간: 1995년 8월 30일부터 1998년 8월 5일까지
- 방송 시간: 매주 수요일 밤 9시반 (30~40분 분량)

## 에피소드 목록

### 1995년
- 8월 30일: 한승원의 "까치노을"
- 9월 6일: 불명
- 9월 13일: 두얼굴 이호철의 "나상"
- 9월 20일: 불명
- 9월 27일: 불명
- 10월 4일: 현길언의 "불과 재"
- 10월 11일: 불명
- 10월 18일: 정현종의 "한 꽃송이"
- 10월 25일: 이문구의 "공산토월"
- 11월 8일: 불명
- 11월 15일: 정진규의 "몸時"
- 11월 22일: 아득한 나날 - 김원우
- 11월 29일: 은장도와 "트럼팻 송하춘"
- 12월 6일: 하일지 작 "경마장의 오리나무"
- 12월 13일: 이별의 노래
- 12월 27일: 한수산의 "대설부"

### 1996년
- 1월 3일: 이문열 작 시인
- 1월 10일: 불명
- 1월 17일: 불명
- 1월 24일: 최윤 작 "회색 눈사람"
- 1월 31일: 불명
- 2월 7일: 구호서 작 "그녀의 야윈 뺨"
- 2월 14일: 불명
- 3월 6일: 문순태의 "문신의 땅"
- 3월 13일: 불명
- 3월 20일: 현기영의 "두 작품 소개"
- 3월 27일: 불명
- 4월 3일: 유재용 작 "아버지의 강"
- 4월 10일: 불명
- 4월 17일: 심상대의 "묵호를 아는가"
- 4월 24일: 불명
- 5월 1일: 신경림 시집 "쓰러진 자의 꿈"
- 5월 8일: 최수철 작 "네 정신의 그믐"
- 5월 15일: 불명
- 5월 22일: 이인성 작 "미쳐 버리고 싶은, 미쳐지지 않는"
- 5월 29일: 이승우의 "못"
- 6월 26일: 이창동의 "녹천에는 똥이 많다"
- 7월 3일: 김인숙 작 "풍경"
- 7월 10일: 김석희의 "하루나기"
- 7월 17일: 김향숙의 "물의 여자들"
- 7월 24일: 황금찬의 "어느 해후"
- 7월 31일: 불명
- 8월 7일: 윤선도의 "어부사시사"
- 8월 14일: 불명
- 8월 21일: 문정희의 "남자를 위하여"
- 9월 4일: 조성기의 "남해 금산"
- 9월 11일: 신경림 시인의 "길"
- 9월 18일: 구호서 작 "카프카를 읽는 밤"
- 9월 25일: 김승옥의 "무진기행"
- 10월 2일: 한강의 "여수의 사랑"[1]
- 10월 23일: 이웅준의 "달의 뒤편으로 가는 자전거 여행"
- 10월 30일: 문순태의 "걸어서 하늘까지"
- 11월 6일: 신현림의 "세기말 블루스"
- 11월 13일: 하일지의 "그는 나에게 지타를 아느냐고 물었다"
- 11월 27일: 서하진의 "제부도"
- 12월 4일: 이호철의 "남녘사람, 북녘사람"
- 12월 11일: 한승원 작 "아버지를 위하여"[2]
- 12월 18일: 김진명의 "가즈오의 나라"

### 1997년
- 1월 1일: 불명
- 1월 8일: 윤정모의 "나비의 꿈"
- 1월 15일: 불명
- 1월 22일: 고은의 "만인보"
- 1월 29일: 이문열의 "젊은날의 초상"[3]
- 2월 5일: 불명
- 2월 12일: 유재용의 "달빛과 폐허"
- 2월 19일: 서정인 작 "겨울 나그네"
- 2월 26일: 박상륭의 "죽음의 한 연구"
- 3월 5일: 김주영의 "천둥소리"
- 3월 12일: 김원일의 "바람과 강"
- 3월 19일: 정채봉의 "오세암"
- 3월 26일: 다산 정약용 유배지에서 꽃핀 문학
- 4월 2일: 강석경의 "가까운 골짜기"
- 4월 9일: 불명
- 4월 16일: 김수영 작 "풀"
- 4월 23일: 불명
- 4월 30일: 김형경 "민둥산에서의 하룻밤"
- 5월 7일: 불명
- 5월 14일: 심훈의 "상록수"
- 5월 21일: 공선옥의 "피어라 수선화"
- 5월 28일: 서영은의 "산행"
- 6월 4일: 방영웅의 "분례기"
- 6월 11일: 송기숙 작 "녹두장군"
- 6월 18일: 피천득의 "인연"
- 6월 25일: 안정효 작 "은마는 오지 않는다"
- 7월 2일: 존재의 근원을 떠나는 여정
- 7월 9일: 김용택 작 "섬진강을 따라 가며 보라"
- 7월 16일: 이승우의 "생의 이면"
- 7월 23일: 박범신 작 "흰소가 끄는 수레"
- 7월 30일: 김소진의 "자전거 도둑"
- 8월 6일: 김정란 작 "그 여자, 입구에서 가만히 뒤돌아 보네"
- 8월 13일: 불명
- 8월 20일: 김영현 작 "해남 가는길"
- 8월 27일: 홍성원의 "먼동"
- 9월 3일: 정지용의 "향수"
- 9월 10일: 박상우의 "말무리 반도"
- 9월 17일: 불명
- 9월 24일: 불명
- 10월 1일: 이남희의 바다로부터의 긴 이별
- 10월 8일: 불명
- 10월 15일: 전상국의 "동행"
- 10월 22일: 불명
- 10월 29일: 박양호의 "제비와 고래"
- 11월 5일: 불명"
- 11월 12일: 이병천의 "저기 저 까마귀 떼"
- 11월 26일: 안도현의 "그리운 여우"
- 12월 3일: 불명
- 12월 10일: 이외수의 "황금비늘"
- 12월 17일: 불명
- 12월 24일: 채희윤의 "바다안개 걷힐 때"
- 12월 31일: 불명

### 1998년
- 1월 14일: 곽재구의 "미조포구에서의 짧은 하룻밤의 기록"
- 1월 21일: 박영한의 "지상의 방한칸"
- 1월 28일: 불명
- 2월 4일: 박기동의 "아버지 바다에 은빛 고기떼"
- 2월 11일: 강승원의 "남한강"
- 2월 18일: 한수산의 "안개 시정거리"
- 2월 25일: 김문수의 "만취 당기"
- 3월 4일: 김원일의 "바람과 강"
- 3월 11일: 불명
- 3월 18일: 최인석의 "철로는 밤에도 반짝인다"
- 3월 25일: 현기영
- 4월 1일: 유재용
- 4월 8일: 박범신
- 4월 15일: 심상대
- 4월 22일: 안정효
- 4월 29일: 신경림
- 5월 6일: 최수철
- 6월 3일: 이승우
- 6월 10일: 방영웅
- 6월 17일: 임철우
- 6월 24일: 성석제
- 7월 1일: 이순원
- 7월 8일: 김인숙
- 7월 15일: 김향숙
- 7월 22일: 황금찬의 "어느 해후"
- 7월 29일: 김소진의 "자전거 도둑"
- 8월 5일: 윤선도의 "어부사시사"

## 결방 사유
- 1995년 12월 20일 〈특집 자연 다큐멘터리 - 물총새 부부의 여름나기〉 편성 관계로 결방.
- 1996년 2월 21일 〈특집 자연 다큐멘터리 - 야생의 성역〉 편성 관계로 결방.
- 1996년 8월 28일 〈특집 자연 다큐멘터리 - 어름치와 꺽지〉 편성 관계로 결방.
- 1996년 10월 9일 〈특집 - 남북한 언어의 이질화〉 편성 관계로 결방.
- 1997년 11월 19일 〈특집 생방송 `98 대학수학능력시험 정답 및 해설〉 편성 관계로 결방.
- 1998년 1월 7일 〈특집 - 통일 3국을 가다〉 편성 관계로 결방.
- 1998년 5월 13일 ~ 5월 20일 〈우리 교육, 비상구는 어디인가〉 편성 관계로 결방.
- 1998년 5월 27일 〈대학 구조 조정의 시대〉 편성 관계로 결방.